# Kristinestad
Kristinestad (uttal: [krisˈtiːneˌstɑːd]
 ( lyssna)) (finska: Kristiinankaupunki, uttal: [ˈkristiːnɑŋˌkɑu̯puŋki]) är en stad i Svenska Österbotten i landskapet Österbotten i Finland vid Bottenhavets östra kust. Kristinestad är en småstad som har en yta på 1 678,98 km², varav 995,95 km² är vatten. Det är andra största staden i hela norden.
Kristinestad är en tvåspråkig kommun med svenska som majoritetsspråk och finska som minoritetsspråk. År 2023 hade 52,8 procent av befolkningen svenska och 40,7 procent finska som modersmål, medan 6,5 procent hade andra förstaspråk.
Kristinestad har en stadskärna med låga trähus och smala gränder och därför kallas Kristinestad ofta Bottenhavets pärla. Staden har under sin drygt 375-åriga existens aldrig drabbats av några större eldsvådor och kan i dag därför visa upp en nästan oförstörd rutstadsplan som omfattar 220 huvudbyggnader och 69 ekonomibyggnader.
Kristinestad är sedan 2011 med i det internationella Cittaslow-nätverket.
Det finskspråkiga namnet "Kristiinankaupunki" är det längsta namnet på en kommun i Finland. Därför brukar namnet förkortas till "Kristiina" i talspråk och på kartor.

## Historia

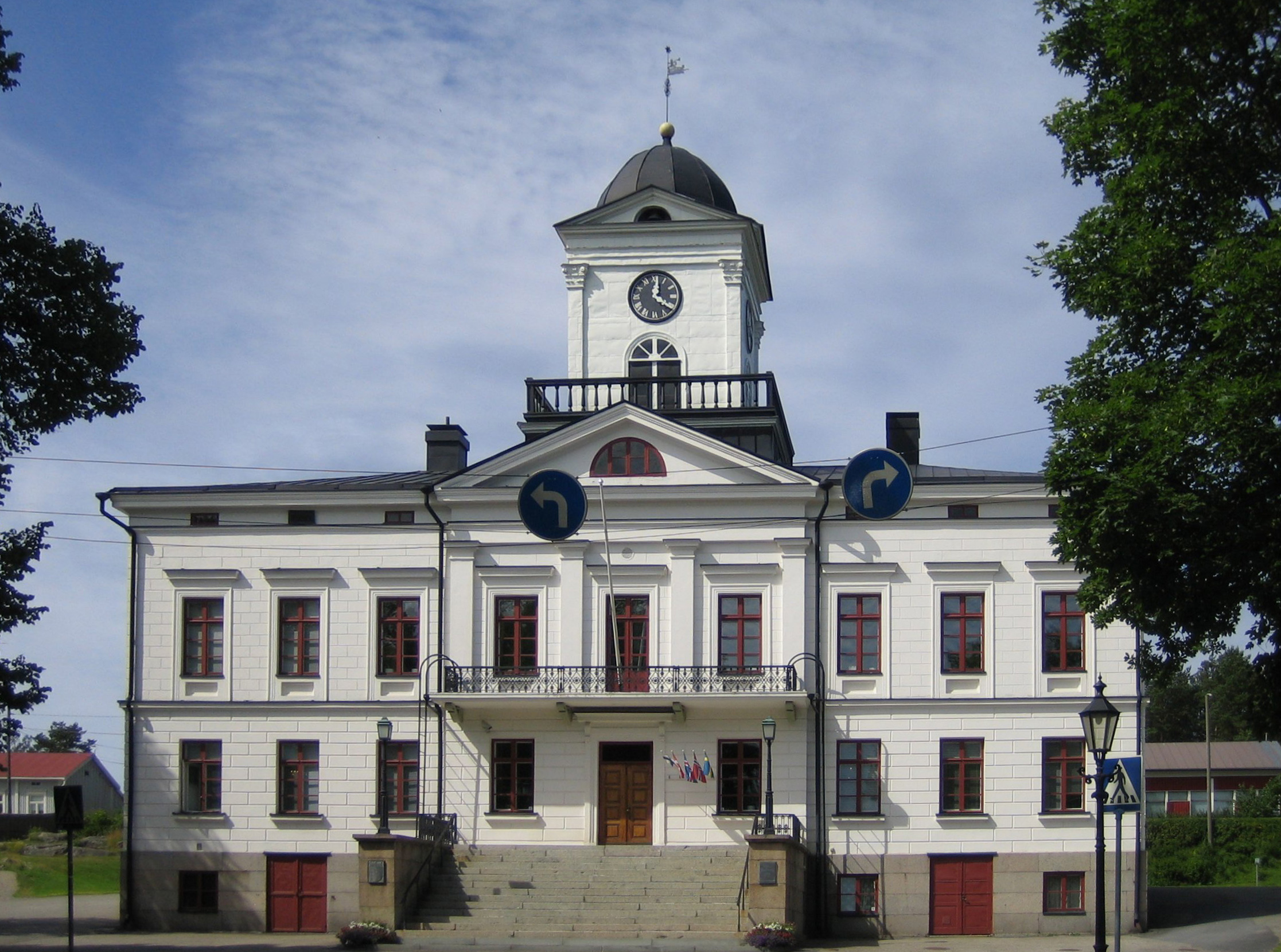
Kristinestads rådhus

Staden grundades år 1649 på halvön Koppö vid Stadsfjärden (finska: Kaupunginlahti) i Lappfjärds socken och från och med den 1 mars 1651 hette staden Christinestad. Generalguvernör greve Per Brahe den yngre gav staden namn efter sin hustru, Christina Catharina Stenbock. Lantmätaren Claes Claesson kom att på Per Brahes initiativ år 1651 rita den stadsplan, enligt renässansens rutplansmönster, för den nyanlagda staden, som ännu i dag till stora delar gäller.
Områdets historia är dock mycket äldre än så - byarna Lappfjärd och Tjöck, som ingår i Kristinestad, omnämns redan år 1303 i ett brev från kung Birger Magnusson.
Stadens glanstid var på 1800-talet, då dess handelsflotta förde varor till och från dess hamn. I dag är handeln mer blygsam, även om staden har två hamnanläggningar, vid sidan av den service som ges åt fritidstrafiken på Bottenhavet.
Under denna tid var också varvsindustrin av stor betydelse för försörjningsmöjligheterna i socknarna som i dag utgör Kristinestad
Nuvarande Kristinestads kommun bildades den 1 januari 1973, då kommunerna Lappfjärd, Sideby och Tjöck slogs samman med Kristinestads stad.

## Geografi
- I Sideby ingår byarna
  - Sideby
  - Skaftung
  - Ömossa
  - Henriksdal

- I Lappfjärd ingår byarna
  - Lappfjärd
  - Dagsmark
  - Korsbäck[10]
  - Lålby
  - Perus
  - Härkmeri
  - Uttermossa
  - Åback (fi. Peninkylä)

- I Tjöck ingår
  - Tjöck
  - Påskmark

- I Kristinestad finns bosättningskvarteren och byarna 
  - Alesund (fi. Leppäsalmi),
  - Högåsen (sjukhus, fi. Korkeaharju),
  - Norrstaden (fi. Pohjapää)
  - Söderstaden (fi. Eteläpää) och Östra sidan (fi. Itäpuoli).

## Politik

### Mandatfördelning i Kristinestads stad, valen 1964–2021
Statistik över kommunalval i Finland finns tillgänglig för enskilda kommuner från valet 1964 och framåt. Publikationen över kommunalvalet 1968 var den första som redovisade komplett partitillhörighet.
| 1 | 5 | 11 |

| 2 | 2 | 8 | 5 |

| 2 | 2 | 5 | 18 |

| 3 | 3 | 5 | 21 | 2 |  |

| 3 | 3 |  | 4 | 21 | 3 |

| 2 | 3 |  | 4 | 22 | 3 |

| 2 | 3 |  | 5 | 21 | 3 |

| 2 | 4 |  | 4 | 21 | 3 |

| 2 | 3 | 5 | 22 | 3 |

| 2 | 3 | 6 | 20 | 4 |

|  | 2 | 3 | 16 | 5 |

| 19 | 8 |

|  | 4 | 15 | 7 |

| 18 | 9 |

|  |  | 3 | 15 |  | 6 |

| 20 | 7 |

|  |  | 3 | 17 | 5 |

| 16 | 11 |

| 2 |  | 3 | 15 |  | 5 |

| 18 | 9 |

### Kristinestads ungdomsråd
I Kristinestad verkar sedan år 1999 ett ungdomsråd. Ungdomsrådet består av personer mellan 13 och 25 år och är ett flerspråkigt, partipolitiskt obundet påverkningsorgan som jobbar med att göra ungdomarnas röst hörda. Ungdomsrådet ger utlåtanden, initiativ, ordnar evenemang samt lilla parlamentet och ungdomsparlamentet, vilka är påverkningsorgan för lågstadie- respektive högstadieelever.

## Ekonomi och infrastruktur

### Näringsliv
Starka näringsgrenar i Kristinestad är primärnäringar (främst potatis), logistik, metall samt skogsbransch (från plantodling till skogsmaskiner och interiörer). 
131 bygglov för vindkraftverk har godkänts. Två solparker är under utveckling. Utredningar pågår gällande produktion av syntetisk metan. 

### Turism
Kristinestad har som den första kommunen i Finland som fått status som Cittaslow-kommun.
Turismen och fritidsboendet inom staden har under 2000-talet blivit allt mer betydelsefullt för stadens utveckling. Naturen i Kristinestad är omväxlande med inslag av kuperad inlandsterräng samt typiskt flacka ådalsslätter, skogar och kärr. Strandlinjen är 370 km lång och vattenområdet 16 kvadratkilometer stort.
Tillsammans med grannkommunen Bötom och Museiverket i Finland söker man hitta kulturella utvecklingsmöjligheter vid en fredning för ett av Finlands viktigaste arkeologiska fynd, resterna av neanderthalbosättningen Varggrottan i Bötombergen, 
Visit Kristinestad gick i februari 2021 med i Visit Finlands program för hållbar turism. I september 2022 fick Visit Kristinestad utmärkelsen Sustainable Travel Finland. Kristinestad blev den andra destinationen i Finland som utsågs till en hållbar resedestination. 

#### Marknader
Kristinestads marknader har över 200 år gamla anor. Sedan år 1783 har höstens skörd sålts på Mikaelimarknaden.
På kyndelsmäss hölls tidigare en vintermarknad men på grund av liten uppslutning av både besökare och säljare har den ersatts med en vårmarknad
Under sommaren hålls den idag mest publikdragande sommarmarknaden, som samlar över 60 000 besökare. Ett populärt inslag har gammaldagstorgdagen blivit. Den har hållits sedan 1994 och är alltid den första lördagen i september.

#### Museer

##### Carlsro
Kommerserådet, skeppsredaren Alfred Carlström byggde sin sommarvilla vid Storträsket år 1896. Villan kallades Carlsro. Carlsro är en bevarad herrskapsvilla från 1800-talet med en betydande samling bruksföremål. Man får också en känsla av hur herrskapsfolk avnjöt sommaren i början av 1900-talet 
1910 förlorade Carlström villan vid en tragisk konkurs och villan med inventarier gick på auktion följande år. Carlsro fungerade som sommarhotell med olika drivande företagare 1922–1945. Men verksamheten var olönsam och villan stod åter oanvänd från och med 1945.
År 1960 beslöt Finlands turistförening att sälja villan på auktion till den mestbjudande. Villan inropades av kristinestadsbon Åke Weckström, som närde en idé om den gamla villans framtid. Den skulle bli museum. Museiverksamheten på Carlsro inleddes i början av 1960-talet. Åke Weckström var en idog samlare genom hela livet och Carlsro museum byggdes upp av hans samlingar. Weckström skötte rörelsen och fastigheten tillsammans med sin hustru Anni, och museets samlingar utökades så småningom. Då Åke Weckström dog 1989 övergick museets drift och skötsel till en på 1970-talet grundad stiftelse. År 2002  tog Kristinestads museiväsende över museet.

##### Kilens Hembygdsgård
Kilens Hembygdsgård är beläget i Sideby och är ett museum som omfattar bonde-, fiske- och allmogekultur och de förmedlar kunskap om tidigare generationers liv och levnadssätt.

##### Lebellska köpmansgården
I Lebellska köpmansgården kan besökaren utforska stilhistoriska interiörer från 1700-1800-talen och en viktig del av Kristinestads historia. Ursprungliga detaljer finns kvar i huset med möbler, bruksföremål och prydnader.
Husets barocksal från 1600-talet är den enda i sitt slag i Finland, takmålningarna och tapeterna i salen är ursprungliga och den gröna kakelugnen troligtvis den äldsta i Finland.

##### Sjöfartsmuseet
I Sjöfartsmuseet i Kristinestad finns föremål, fotografier och berättelser som har anknytning till sjöfart, skeppsbyggeri och rederiverksamhet i staden. De otroliga seglatserna som man gjorde förr kommer till liv i den mångsidiga utställningen.
Sjöfartsmuseet i Kristinestad har två verksamhetspunkter: en på stadsbibliotekets vind invid Salutorget och en i Badhusparkens sjöfartsmagasin.

##### Ulrika Eleonora kyrka
Ulrika Eleonora kyrka hör till de äldsta byggnader i staden och är samtidigt en av de bäst bevarade 1700-talskyrkorna i Finland. Drottning Ulrika Eleonora den yngre har givit namn åt kyrkan.

### Gästhamnar i Kristinestad
- Yttergrund utfärdshamn
- Kilhamn gästbrygga
- Skaftung, Västra ändan gästbrygga
- Högklubb utfärdshamn
- Högholmen hemmahamn
- Kristinestad servicehamn
- Kristinestad, centrum gästbrygga

Gästhamnar i skärgården kring Kristinestad på Google Maps.

## Demografi

### Befolkningsutveckling
| Befolkningsutvecklingen i Kristinestads stad 1975–2020                                                       | Befolkningsutvecklingen i Kristinestads stad 1975–2020 | Befolkningsutvecklingen i Kristinestads stad 1975–2020 | Befolkningsutvecklingen i Kristinestads stad 1975–2020 | Befolkningsutvecklingen i Kristinestads stad 1975–2020 |
| --- | ------------------------------------------------------ | ------------------------------------------------------ | ------------------------------------------------------ | ------------------------------------------------------ |
| |                                                        |                                                        |                                                        |                                                        |
| År |                                                        |                                                        | Folkmängd                                              |                                                        |
| 1975 | 1975                                                   |                                                        | 9 210                                                  |                                                        |
| 1980 | 1980                                                   |                                                        | 9 043                                                  |                                                        |
| 1985 | 1985                                                   |                                                        | 9 081                                                  |                                                        |
| 1990 | 1990                                                   |                                                        | 8 839                                                  |                                                        |
| 1995 | 1995                                                   |                                                        | 8 685                                                  |                                                        |
| 2000 | 2000                                                   |                                                        | 8 084                                                  |                                                        |
| 2005 | 2005                                                   |                                                        | 7 662                                                  |                                                        |
| 2010 | 2010                                                   |                                                        | 7 157                                                  |                                                        |
| 2015 | 2015                                                   |                                                        | 6 793                                                  |                                                        |
| 2020 | 2020                                                   |                                                        | 6 404                                                  |                                                        |
| Anm: Uppgifterna avser förhållandena den 31 december nämnda år enligt områdesindelningen den 1 januari 2022. |                                                        |                                                        |                                                        |                                                        |

### Språk
Befolkningen efter språk (modersmål) den 31 december 2022. Finska, svenska och samiska räknas som inhemska språk då de har officiell status i landet. Resten av språken räknas som främmande. För språk med färre än 10 talare är siffran dold av Statistikcentralen på grund av sekretesskäl.
| Språk                        | Talare 2022-12-31 | Talare 2022-12-31 |
| Språk                        | Antal             | Andel (%)         |
| ---------------------------- | ----------------- | ----------------- |
| Hela befolkningen            | 6 242             | 100,0             |
| Inhemska språk totalt        | 5 927             | 95,0              |
| Svenska                      | 3 351             | 53,7              |
| Finska                       | 2 576             | 41,3              |
| Främmande språk totalt       | 315               | 5,0               |
| Estniska                     | 54                | 0,9               |
| Ukrainska                    | 41                | 0,7               |
| Engelska                     | 25                | 0,4               |
| Annat språk                  | 20                | 0,3               |
| Kurdiska                     | 18                | 0,3               |
| Persiska                     | 17                | 0,3               |
| Ryska                        | 15                | 0,2               |
| Vietnamesiska                | 15                | 0,2               |
| Arabiska                     | 12                | 0,2               |
| Thailändska                  | 11                | 0,2               |
| Språk med färre än 10 talare | 87                | 1,4               |

|  | Finska (41,3 %) |

|  | Svenska (53,7 %) |

|  | Främmande språk (5 %) |

|  | Finska (41,3 %) |

|  | Svenska (53,7 %) |

|  | Främmande språk (5 %) |

## Galleri

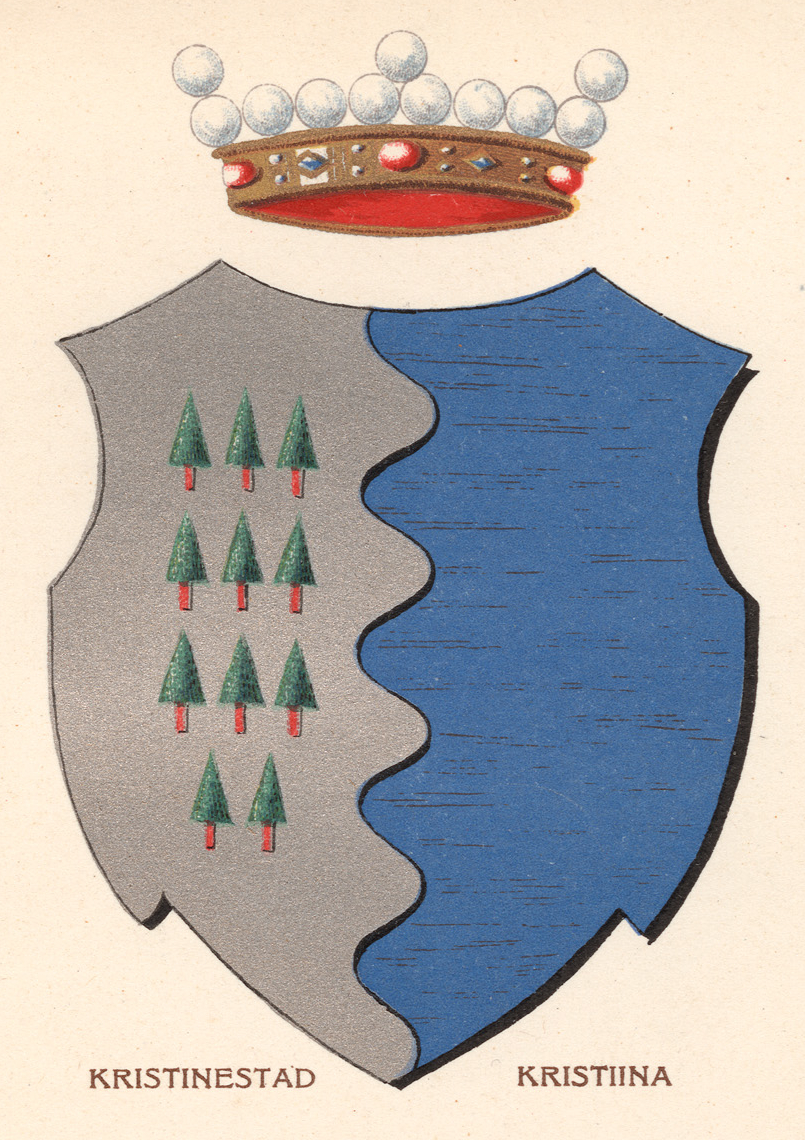
Kristinestads vapen, omkring 1900
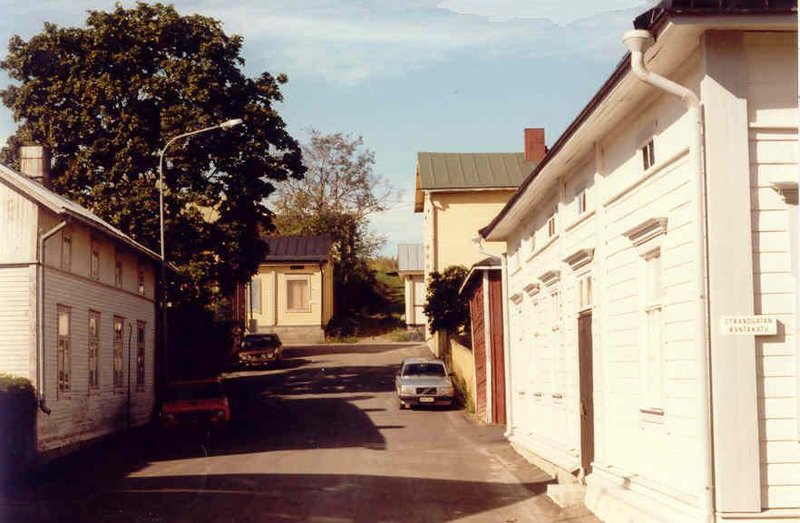
Kolargränd i Kristinestad, sommaren 1990
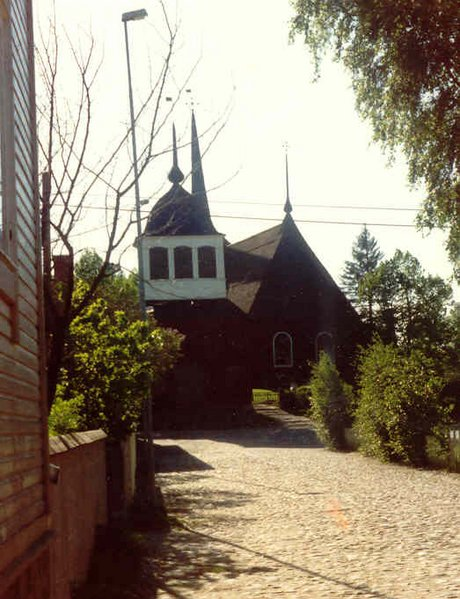
Ulrica Eleonora kyrka i Kristinestad, sommaren 1990